# Festuca algeriensis
Festuca algeriensis är en gräsart som beskrevs av Louis Charles Trabut. Festuca algeriensis ingår i släktet svinglar, och familjen gräs.
Artens utbredningsområde är Algeriet. Inga underarter finns listade i Catalogue of Life.